# Zeepostelein (Honckenya)
Zeepostelein (Honckenya peploides) is een halofyte plant uit de anjerfamilie (Caryophyllaceae). De soort komt vooral voor op het strand en in de duinen. De bladeren zijn vlezig en dik. De plant wordt 5-25 cm hoog en is grotendeels kruipend. De soort heeft opstijgende zijtakjes. Het blad is tegenoverstaand, vlezig, eirond en kaal met meestal een geelachtig groene kleur.
De plant bloeit alleenstaand in de bladoksels van juni tot augustus. De bloem is groenachtig wit en heeft een doorsnede van 0,6-1 cm. Er zijn vijf kroonblaadjes. De plant draagt een doosvrucht die gewoonlijk rond is. Er zijn drie opengaande tandjes.

Zeepostelein
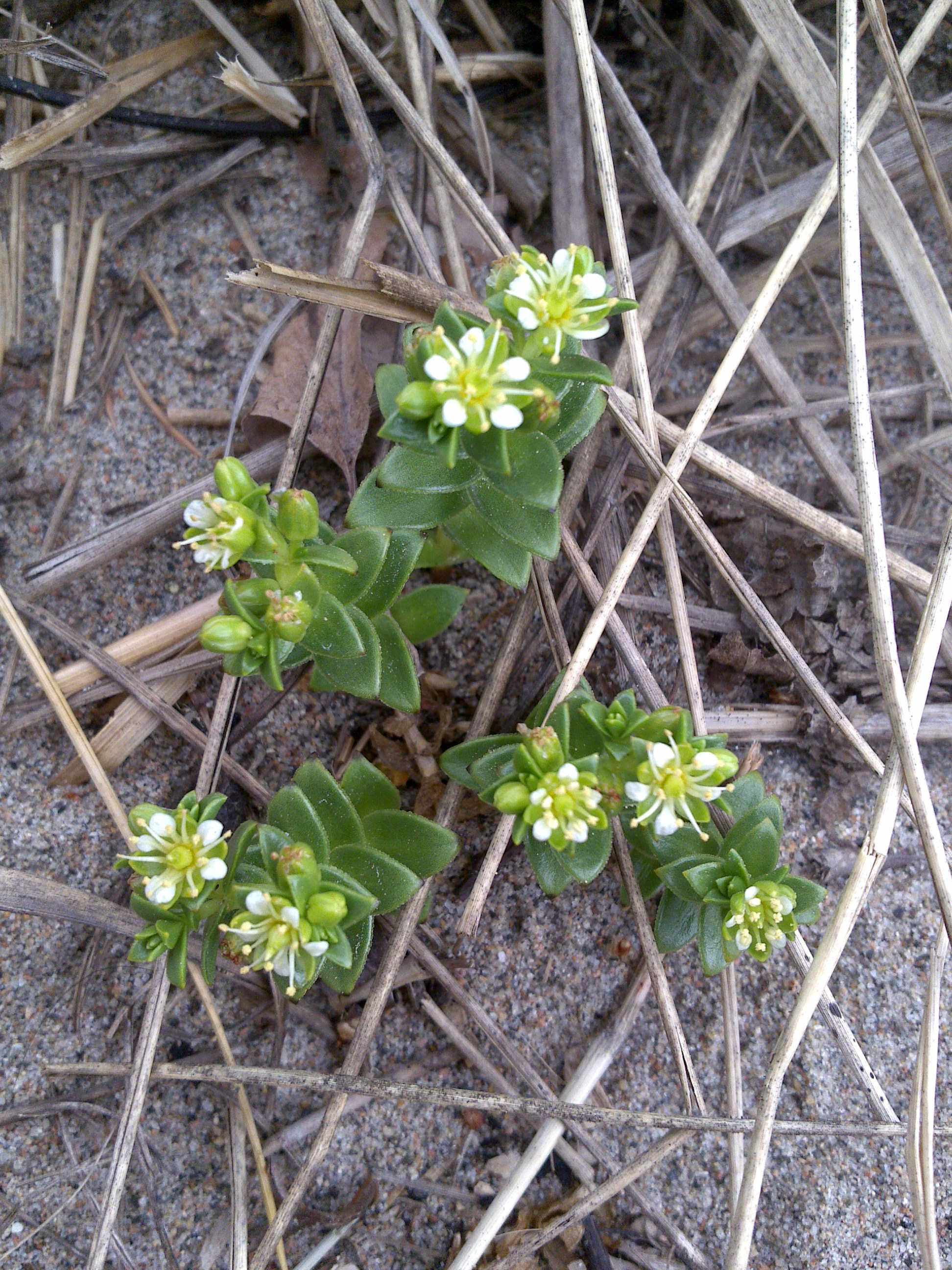
bloeiende zeepostelein
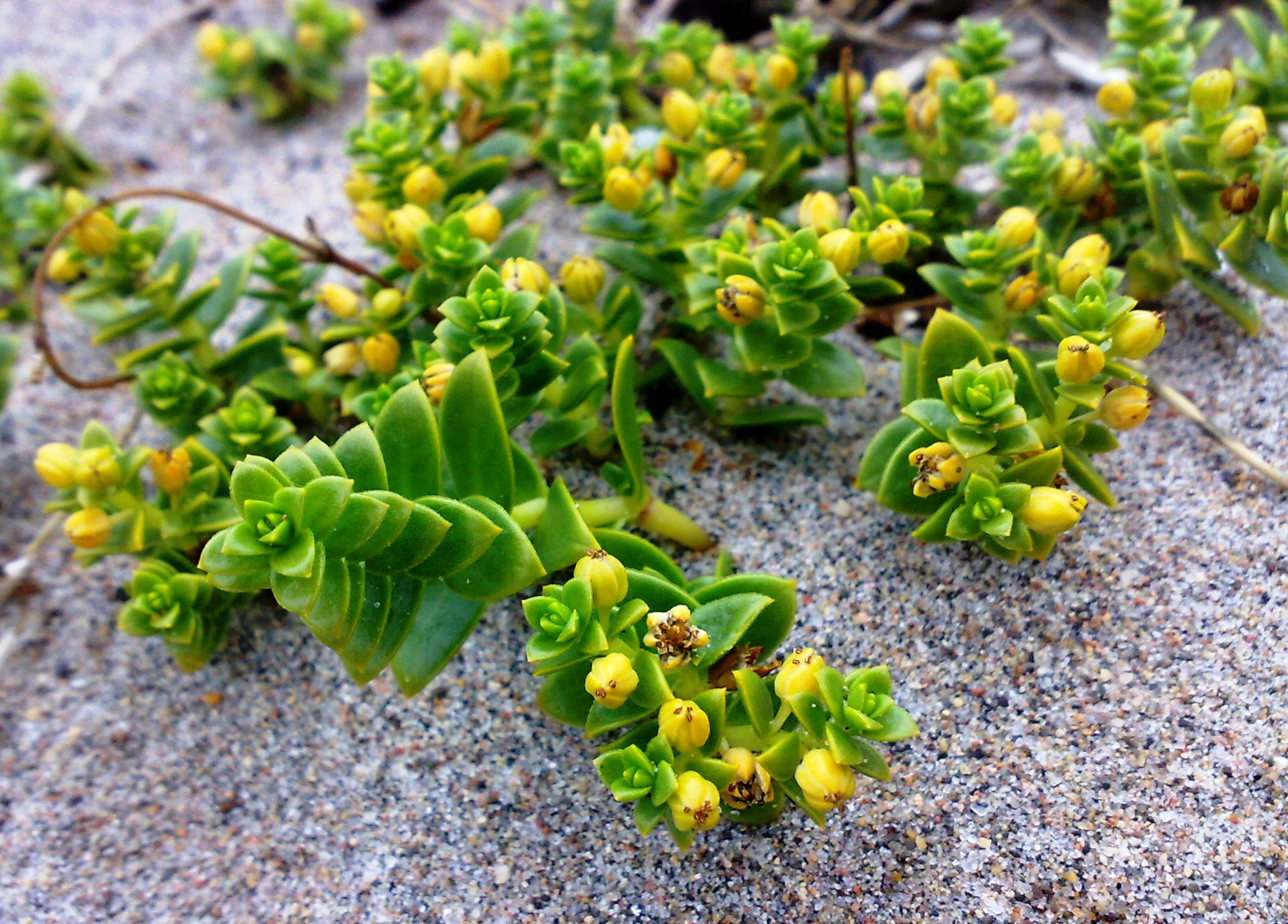
zeepostelein met vruchten